# 老牛筋
老牛筋（学名：Arenaria juncea）为石竹科无心菜属的植物。分布于朝鲜、俄罗斯、蒙古以及中国大陆的陕西、辽宁、山西、宁夏、黑龙江、甘肃、内蒙古、河北、吉林等地，生长于海拔800米至2,200米的地区，常生于山坡草地、山地疏林边缘、荒漠化草原、草原和石隙间，目前尚未由人工引种栽培。

## 别名
毛轴蚤缀（东北植物检索表） 毛轴鹅不食（东北草本植物志） 山银柴胡（吉林省药品标准） 灯心草蚤缀（拉汉种子植物名称）

## 异名
- Arenaria juncea Bieb. var. glabra Regel
- 老牛筋儿